# Cucullia albicans
Cucullia albicans là một loài bướm đêm trong họ Noctuidae.